# 1933–1934-es magyar labdarúgókupa
Az 1933–1934-es magyar kupa a sorozat 16. kiírása volt, melyen a Soroksár FC csapata 1. alkalommal diadalmaskodott.

## Döntő
| 1. csapat | Eredmény | 2. csapat |
| --------- | -------- | --------- |
| Soroksár  | 5–3      | BSzKRt SE |

| 1934. május 31. 17:30 |

| Soroksár | 2–2         | BSzKRt SE |
| -------- | ----------- | --------- |
|          | Jegyzőkönyv |           |

| Üllői úti stadion, Budapest Nézőszám: 1000 Játékvezető: Gellért György (magyar) |

| 1934. június 30. 17:30 |

| BSzKRt SE | 1–1         | Soroksár |
| --------- | ----------- | -------- |
|           | Jegyzőkönyv |          |

| Üllői úti stadion, Budapest Nézőszám: 15 000 Játékvezető: Égner Kálmán (magyar) |

| 1934. augusztus 26. 17:30 |

| Soroksár | 2–0         | BSzKRt SE |
| -------- | ----------- | --------- |
|          | Jegyzőkönyv |           |

| Millenáris, Budapest Nézőszám: 1600 Játékvezető: Tihaméri Kálmán (magyar) |

## Külső hivatkozások
- 1933–1934-es magyar labdarúgókupa. magyarfutball.hu. (Hozzáférés: 2017. szeptember 13.)